# Rajon Kodyma
Der Rajon Kodyma (ukrainisch Кодимський район/Kodymskyj rajon; russisch Кодымский район/Kodymski rajon) war eine administrative Einheit in der Oblast Odessa im Süden der Ukraine. Das Zentrum des Rajons war die Stadt Kodyma, die Einwohner verteilten sich auf eine Stadt, eine Siedlung städtischen Typs sowie 24 Dörfer.

Flagge des Rajons

## Geographie
Der Rajon lag im Norden der Oblast Odessa, er grenzte im Nordwesten an den Rajon Pischtschanka (in der Oblast Winnyzja), im Nordosten an den Rajon Tschetschelnyk (Oblast Winnyzja), im Osten an den Rajon Balta, im Südosten an den Rajon Podilsk sowie im Süden und Westen an die Republik Moldau bzw. Transnistrien (Rajon Rybniza). Durch das ehemalige Rajonsgebiet fließen mehrere kleine Flüsse wie der Kodyma oder der Bilotschi. Das Gebiet liegt im Südosten der Podolischen Platte und ist leicht hügelig mit Höhenlagen zwischen 150 und 270 Metern (höchste Erhebung 273 Meter).

## Geschichte
Der Rajon entstand Ende 1929 aus dem Rajon Krutyje (Rajonszentrum war Kruti) und war bis 1940 ein Teil der Moldauischen Autonomen Sozialistischen Sowjetrepublik. Seit 1991 war er Teil der heutigen Ukraine.
Am 17. Juli 2020 kam es im Zuge einer großen Rajonsreform zum Anschluss des Rajonsgebietes an den Rajon Podilsk.

## Administrative Gliederung

### Stadt
| Städte                   | Städte     | Städte   |
| Name                     | Name       | Name     |
| ukrainisch transkribiert | ukrainisch | russisch |
| ------------------------ | ---------- | -------- |
| Kodyma                   | Кодима     | Кодыма   |

### Siedlungen städtischen Typs
| Siedlungen städtischen Typs | Siedlungen städtischen Typs | Siedlungen städtischen Typs |
| Name                        | Name                        | Name                        |
| ukrainisch transkribiert    | ukrainisch                  | russisch                    |
| --------------------------- | --------------------------- | --------------------------- |
| Slobidka                    | Слобідка                    | Слободка (Slobodka)         |

### Dörfer
| Dörfer                        | Dörfer              | Dörfer                                   | Dörfer            |
| Name                          | Name                | Name                                     | Gemeindezuordnung |
| ukrainisch transkribiert      | ukrainisch          | russisch                                 | Gemeindezuordnung |
| ----------------------------- | ------------------- | ---------------------------------------- | ----------------- |
| Baschtankiw                   | Баштанків           | Баштанков (Baschtankow)                  | Baschtankiw       |
| Budeji                        | Будеї               | Будеи (Budei)                            | Budeji            |
| Fedoriwka                     | Федорівка           | Фёдоровка (Fjodorowka)                   | Lyssohirka        |
| Hrabowe                       | Грабове             | Грабово (Grabowo)                        | Hrabowe           |
| Iwaschkiw                     | Івашків             | Ивашков (Iwaschkow)                      | Iwaschkiw         |
| Kruti                         | Круті               | Крутые (Krutyje)                         | Kruti             |
| Kyryliwka                     | Кирилівка           | Кирилловка (Kirillowka)                  | Tymkowe           |
| Labuschne                     | Лабушне             | Лабушное (Labuschnoje)                   | Labuschne         |
| Lyssohirka                    | Лисогірка           | Лысогорка (Lyssogorka)                   | Lyssohirka        |
| Mala Slobidka                 | Мала Слобідка       | Малая Слободка (Malaja Slobodka)         | Mala Slobidka     |
| Oleksandriwka                 | Олександрівка       | Александровка (Alexandrowka)             | Petriwka          |
| Oleksijiwka                   | Олексі́ївка          | Алексеевка (Alexejewka)                  | Oleksijiwka       |
| Petriwka                      | Петрівка            | Петровка (Petrowka)                      | Petriwka          |
| Prawda                        | Правда              | Правда                                   | Slobidka          |
| Pyrischna                     | Пиріжна             | Пирожная (Piroschnaja)                   | Pyrischna         |
| Pyssariwka                    | Писарівка           | Писаревка (Pissarewka)                   | Pyssariwka        |
| Sahnitkiw                     | Загнітків           | Загнитков (Sagnitkow)                    | Sahnitkiw         |
| Scherschenzi                  | Шершенці            | Шершенцы (Scherschenzy)                  | Scherschenzi      |
| Semeniwka                     | Семенівка           | Семёновка (Semjonowka)                   | Kruti             |
| Serby                         | Серби               | Сербы (Serby)                            | Serby             |
| Serhijiwka (bis 2016 Kotowzi) | Сергіївка (Котовці) | Сергеевка (Sergejewka)/Котовцы (Kotowzy) | Hrabowe           |
| Smoljanka                     | Смолянка            | Смолянка                                 | Smoljanka         |
| Strymba                       | Стримба             | Стримба (Strimba)                        | Petriwka          |
| Tymkowe                       | Тимкове             | Тымково (Tymkowo)                        | Tymkowe           |